# LNL台港澳聯賽
LNL台港澳聯賽（League of Legends Nova League，簡稱LNL），為《英雄聯盟》台港澳職業電競聯賽，隸屬於Garena旗下GPL超級聯賽的台港澳賽區選拔聯賽，因其賽區位於台港澳地區又稱台港澳職業聯賽。

## 簡介
英雄聯盟S3賽季結束，Garena立刻宣布台港澳以及東南亞的S4世界賽資格，將從GPL以及地方選拔賽事遴選，並在台港澳地區建立三級賽事系統。而GPL賽制亦大幅更動，參賽隊伍不再是Garena於各地的戰隊，而是經由各地的選拔聯賽選出，台港澳區的聯賽便是LNL。2015年，改以LMS職業聯賽取代本聯賽。

## 賽制

### 例行賽
賽制為季賽積分制。一年將分為冬季、春季、夏季的常規性季賽。
冬季賽
- 循環賽制。
- 每場比賽都是一局兩勝制（BO2）。
- 每支球隊與其他所有球隊比賽三場。
- 排名前 4 的隊伍將獲得 2014 年 GPL 春季賽的參賽資格。
- 排名墊底的 4 支球隊將進入 2014 年 LNL 春季賽。

春季賽
- 冬季賽後晉升 GPL 的隊伍將不會參加 LNL 春季賽。
- 循環賽制。
- 每場比賽都是一局兩勝制（BO2）。
- 每支球隊與其他所有球隊比賽兩次。
- 排名前 4 的隊伍將獲得 2014 年 GPL 夏季升降賽（2014 GPL Summer Taiwanese Promotion）的參賽資格[5]。
- 排名 5 至 6 名的隊伍將進入 2014年 LNL 夏季賽。
- 排名墊底的 2 支隊伍將進入 2014 年 LNL 夏季預選公開賽（2014 LNL Summer Promotion）。

### 升降賽
「LNL台港澳聯賽」中前四名的隊伍將與上一季「GPL超級聯賽」台港澳代表隊伍進行資格賽，前四名的隊伍可進入下一季「GPL超級聯賽」，後四名則進入下一季「LNL聯賽」。而下一季LNL聯賽剩下的四個參賽名額則會從下季LNL預選公開賽中選出。

## 參賽隊伍
LNL 2014 冬季賽的參賽隊伍共有8隊，分別是：

台灣參賽隊伍：
- 台北暗殺星（AZB TPA）
- 台北狙擊者（AZB TBS）
- ahq e-Sports Club（AHQ）
- yoe閃電狼
- HKA.Priest

港澳參賽隊伍：
- 香港態度（Ucan HKA）
- CGA.L
- YouCantStopMe（YCSM）

## 歷年排名
| 年份 | 季度   | 冠軍        | 亞軍          | 季軍                  |
| ---- | ------ | ----------- | ------------- | --------------------- |
| 2014 | 冬季賽 | ahq         | TPA           | TPS                   |
| 2014 | 春季賽 | ahq Fighter | machi esports | Energy Pacemaker.YCSM |
| 2014 | 夏季賽 | TPS         | yoe FW        | ⁠ CGA LEGENDs          |

## 外部連結
- LNL官方網站
- 官方網路直播頻道 （页面存档备份，存于）